# Skyrora XL

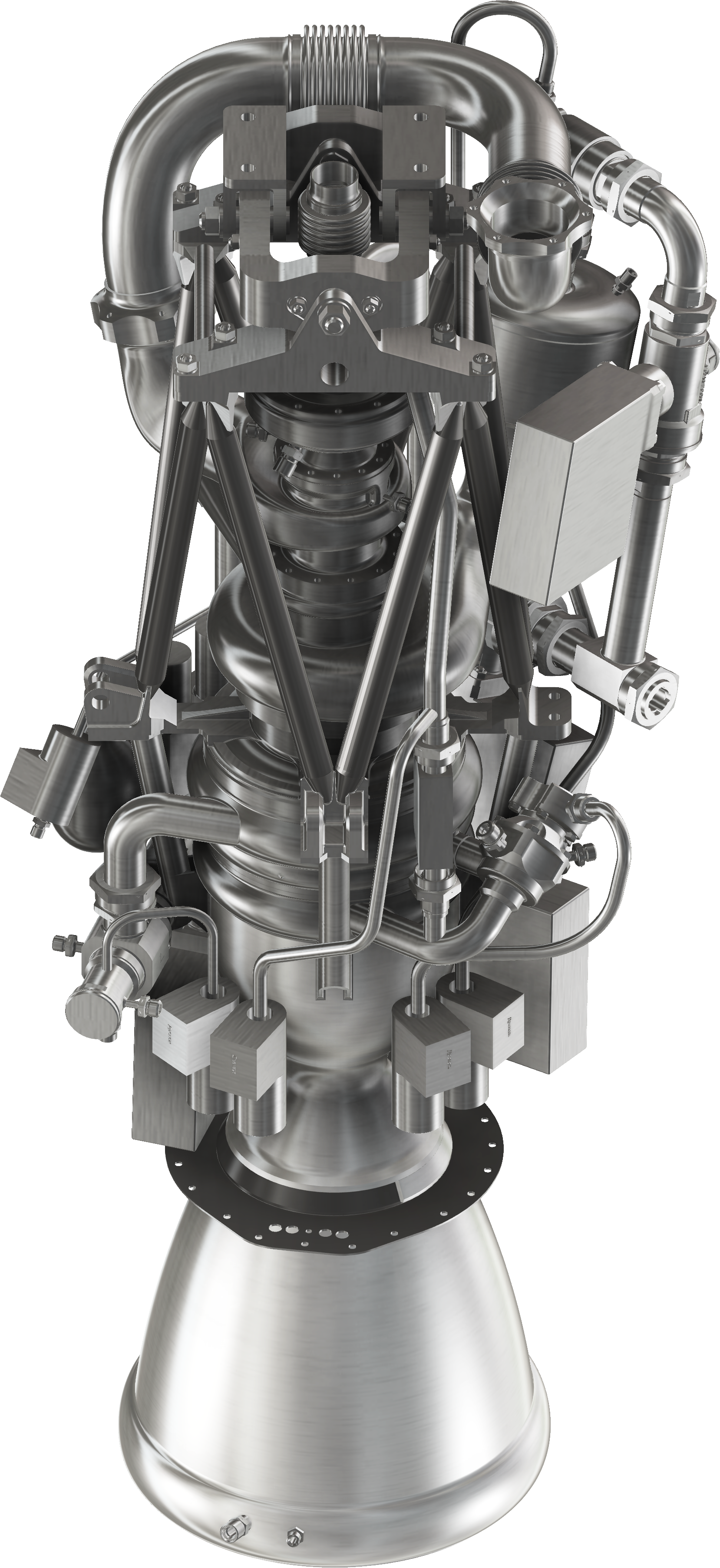
Vue d'artiste du moteur-fusée Skyforce XL utilisé pour propulser le premier et le deuxième étage.

Skyrora XL est un micro-lanceur spatial anglais développé par la société écossaise Skyrora créée en 2017. Il est conçu pour placer en orbite des micro- et nano-satellites depuis une base de lancement située en Écosse. Sa charge utile est de 315 kg sur une orbite héliosynchrone de 500 km. Ce petit lanceur de 55,8 t est propulsé par des moteurs développés en interne brulant un mélange de kérosène et de peroxyde d'hydrogène. Le premier vol est planifié en 2023.

## Historique
Skyrora a été fondée en 2017 par l'entrepreneur Volodymyr Levykin et elle comprend sur son conseil d'administration l'ancien astronaute britannique Tim Peake. Elle a son siège social à Édimbourg, en Écosse. En avril 2021, Skyrora a reçu 3 millions d'euros de cofinancement de l'Agence spatiale européenne (ESA).
Skyrora a testé avec succès un moteur-fusée pour un étage supérieur lors de ses premiers allumages au sol. En avril 2021, la société a testé avec succès l'étage supérieur de la fusée Skyrora XL et a réalisé un essai de mise à feu statique dans son complexe de développement de moteurs-fusées à Fife,.

## Caractéristiques techniques
Skyrora XL est un micro-lanceur non réutilisable à décollage vertical. Haut de 28 m pour un diamètre de 2,2 m, il comporte trois étages et sa masse au décollage est de 58 t :
- Le premier étage est propulsé par neuf moteurs-fusées à ergols liquides Skyforce brulant un mélange de kérosène et de peroxyde d'hydrogène et mis sous pression par une turbopompe. Le moteur a une impulsion spécifique au niveau de la mer de 250 s et une poussée unitaire de 79,7 kN.
- Le deuxième étage est propulsé par un unique moteur-fusée Skyforce alimenté par une turbopompe. Son impulsion spécifique dans le vide est de 306 s et sa poussée est de 85 kN.
- Le troisième étage est propulsé par une unique moteur alimenté par pressurisation des réservoirs d'une poussée de 3,5 kN et dont l'impulsion spécifique est de 305 s. Il peut être rallumé à plusieurs reprises.

## Performances
Le lanceur Skyrora XL peut placer une charge utile de 315 kg sur une orbite héliosynchrone de 500 km. Il peut atteindre des orbites héliosynchrones allant de 500 à 1 000 km et des orbites polaires allant de 200 à 1 000 km.

## Base de lancement
Il est prévu que le lanceur Skyrora XL décolle depuis la base de lancement de SaxaVord située à Unst, la plus septentrionale des Shetland. Cette base est utilisée depuis 2018 pour le lancement de fusées suborbitales développées par Skyrora.
En septembre 2022, Skyrora annonce qu'elle a signé une entente avec Maritime Launch Services pour effectuer des lancements de Skyrora XL depuis la base de lancement de Canseau, au Canada.

## Comparaison avec les autres lanceurs légers européens développés durant la décennie 2020
| Lanceur                                 | Prime                                     | RFA One                    | Spectrum                  | Skyrora XL                      | SL1                         | Miura 5                    | Zéphyr                     |
| --------------------------------------- | ----------------------------------------- | -------------------------- | ------------------------- | ------------------------------- | --------------------------- | -------------------------- | -------------------------- |
| Constructeur                            | Orbex                                     | RFA                        | Isar Aerospace            | Skyrora                         | HyImpulse                   | PLD Space                  | Latitude                   |
| Dimensions Hauteur x diamètre           | 19 × 1,3 m                                | 30 × 2 m                   | 27 × 2 m                  | 22,7 × 2,2 m                    | 27 × 2,2 m                  | 34 × 1,8 m                 | 15 × 1,2 m                 |
| Étages                                  | 2                                         | 3                          | 2                         | 3                               | 3                           | 2                          | 2                          |
| Masse                                   | 18 t                                      |                            |                           | 55,8 t                          | 48 t                        |                            |                            |
| Propulsion (1er étage) Poussée unitaire | 6 ? ? kN                                  | 9 Helix 100 kN             | 9 Aquila 75 kN            | 9 Skyforce 80 kN                | 8 x 75 kN                   | 5 Terrel-C 105 kN          | 6 Navier ? kN              |
| Ergols                                  | propane x oxygène liquide                 | kérosène x oxygène liquide | propane x oxygène liquide | kérosène x peroxyde d'hydrogène | oxygène liquide x Paraffine | kérosène x oxygène liquide | kérosène x oxygène liquide |
| Charge utile orbite héliosynchrone      | 150 kg (500 km)                           | 1 200 kg (700 km)          | 1 000 kg (700 km)         | 315 kg (500 km)                 | 400 kg (500 km) 500 kg      | 300 kg (? km)              | 70 kg (600 km)             |
| Autre caractéristique                   | Structure allégée de 30 % /ratio standard | Moteur à combustion étagée |                           |                                 | Propulsion hybride          | 1er étage récupérable      |                            |
| Base de lancement principale            | Sutherland                                | SaxaVord                   | Andoya                    | SaxaVord                        | Kourou                      | Kourou                     | SaxaVord                   |
| Premier vol (prévision)                 | 2023                                      | 2023                       | 2023                      | 2023                            | 2023                        | 2024                       | 2025                       |